# 국가거점국립대학교총장협의회
국가거점국립대학교총장협의회(國家據點國立大學校總長協議會) 혹은 국가거점국립대학교(國家據點國立大學校)는 대한민국의 10개 국립 대학이 가입한 협의체이다. 1990년 이전에 종합대학으로 설립·승격된 국립 대학의 협력과 교류를 목적으로 설립되었다. 협의회장은 각 대학 총장이 1년씩 돌아가면서 맡는다.
1996년 출범한 '5개국립대협의회'가 전신이며 현재는 10개 국가거점국립대학교가 존재한다. 협의회장은 각 대학 총장이 1년씩 돌아가면서 맡는다.

## 기원
대한민국 「고등교육법」 제10조에 의거하여 1996년 5개국립대협의회가 설립된 것이 시작이다. 이후 가입 대학이 많아져 정원이 10개 대학 총장으로 증가하였고, 국가거점국립대학교총장협의회로 명칭이 변경되었다.

## 소속 대학
다음은 국가거점국립대학교 목록이다.
| 교명           | 약어 | 설립                      | 위치 | 학부   | 대학원 | 교원  | 표어                                                                          | 비고  |
| -------------- | ---- | ------------------------- | ---- | ------ | ------ | ----- | ----------------------------------------------------------------------------- | ----- |
| 서울대학교     | SNU  | 1946 국립서울대학교       | 서울 | 21,286 | 13,713 | 6,082 | 진리는 나의 빛 라틴어: Veritas Lux Mea                                        | [ 3 ] |
| 경북대학교     | KNU  | 1946 국립대구사범대학     | 대구 | 31,474 | 6,909  | 2,996 | 세계를 주도하는 첨성인, 미래를 선도하는 경북대                                | [ 4 ] |
| 부산대학교     | PNU  | 1946 국립부산대학         | 부산 | 26,611 | 8,423  | 3,393 | 진리 자유 봉사                                                                | [ 3 ] |
| 충남대학교     | CNU  | 1952 도립충남대학교       | 대전 | 25,475 | 5,627  | 2,601 | 위대한 미래를 위한 새로운 출발                                                | [ 5 ] |
| 전남대학교     | JNU  | 1952 광주농과대학         | 광주 | 27,054 | 5,263  | 1,260 | 진리로 세상을 밝힌다                                                          | [ 5 ] |
| 강원대학교     | KNU  | 1947 도립춘천농업대학     | 강원 | 28,974 | 3,533  | 2,452 | 실사구시 라틴어: Inquirere Veritatem Ex Praxe                                 | [ 3 ] |
| 충북대학교     | CBNU | 1951 도립청주초급농과대학 | 충북 | 17,687 | 3,689  | 1,922 | 충북이 그대의 방패가 되리니, 그대는 정의로움으로 전진하라 라틴어: Nova aperio | [ 3 ] |
| 전북대학교     | JBNU | 1947 이리농과대학         | 전북 | 23,305 | 4,103  | 2,583 | 알찬대학, 따뜻한동행 영어: THE Best Glocal University                         | [ 5 ] |
| 경상국립대학교 | GNU  | 1948 도립진주초급농과대학 | 경남 | 19,312 | 2,694  | 2,504 | 미래가 있는 대학, 다 함께 행복한 대학                                         | [ 3 ] |
| 제주대학교     | JNU  | 1952 제주초급대학         | 제주 | 13,492 | 2,209  | 1,609 | 기본에 충실한 대학, 미래를 준비하는 대학                                      | [ 3 ] |

## 특징
- 국가거점국립대학교의 총장들은 장관급의 예우를 받는다.[6][7]

- 경상남도의 거점국립대인 경상국립대학교를 제외한 국가거점국립대들은 해당 광역자치단체의 행정구역명칭을 사용한다. 경상남도의 경우 경상국립대학교는 사립 경남대학교의 명칭 선점으로 인해 도 명칭을 쓰지 못하고 있다.

- 부산대학교는 경남권의 거점국립대학으로 출발하여 1963년 경상남도 부산시가 정부 직할시로 승격되자 경상남도민들의 염원에 따라 도립인 경상국립대학교를 국립으로 전환시킴으로써 경남권의 새로운 거점국립대가 되었다.

- 부산대학교는 개교 당시 경상남도 부산시 소재라는 이유로 가칭 경남대학교로 설립하려 했으나, 특별시 승격[8]을 염두에 두고 서울대학교처럼 대표 지역의 명칭을 사용했다.

- 모든 국가거점국립대는 부산대학교를 제외하고 수의과대학과 부속동물병원을 보유하고 있다. 경남권에는 경상국립대학교가 수의과대학을 선점 보유하여 부산대학교는 제외되었다.

- 모든 국가거점국립대는 각 지역의 중등교육 교원을 배출하는 사범대학을 가지고 있다.

- 모든 국가거점국립대에는 예술 교육 과정이 있으며, 서울대학교, 전북대학교, 전남대학교, 경북대학교, 부산대학교에는 한국 음악 교육 과정이 있다.

- 정부의 국립대학 통합 방침에 따라 국가거점국립대와 교육대학교의 통합설이 돌고 있으며, 실제로 2008년 제주대학교가 제주교육대학교와 통합했다.

- 국가거점국립대들은 권역 내 비국가거점국립대 흡수를 추진하고 있다, 2018년 현재 삼척대학교는 강원대학교, 상주대학교는 경북대학교, 밀양대학교는 부산대학교, 여수대학교는 전남대학교, 익산대학은 전북대학교에 통합된 상태이다. 서울에 위치한 국공립대는 이런 논란에서 자유로운 편이며 여간한 지거국에 전혀 밀리지 않고 있다.

- 교육당국의 법인화 전환 정책에 따라 대부분의 국가거점국립대들은 학내 분쟁이 고조되었으며 2011년 거점국립대학교 중 유일하게 서울대학교가 법인화되었다.

### 의학교육기관
다음은 국가거점국립대학교총장협의회 가입교 산하에 설치된 의학교육기관을 열거한다. 현재 의학 10개 기관, 치의학 8개 기관, 한의학 2개 기관, 약학 10개 기관, 수의학 9개 기관이 설치되어 있다.
| 기관             | 학교           | 설립 | 위치        | 비고 |
| ---------------- | -------------- | ---- | ----------- | ---- |
| 의과대학         | 서울대학교     | 1946 | 서울 종로구 |      |
| 치과대학         | 서울대학교     | 1962 | 서울 관악구 |      |
| 약학대학         | 서울대학교     | 1950 | 서울 관악구 |      |
| 수의과대학       | 서울대학교     | 1937 | 서울 관악구 |      |
| 치의학대학원     | 서울대학교     | 2005 | 서울 종로구 |      |
| 의과대학         | 경북대학교     | 1952 | 대구 중구   |      |
| 치과대학         | 경북대학교     | 1979 | 대구 북구   |      |
| 약학대학         | 경북대학교     | 2011 | 대구 북구   |      |
| 수의과대학       | 경북대학교     | 1954 | 대구 북구   |      |
| 의과대학         | 부산대학교     | 1955 | 경남 양산시 |      |
| 치과대학         | 부산대학교     | 1981 | 경남 양산시 |      |
| 한의과대학       | 부산대학교     | 2008 | 경남 양산시 |      |
| 약학대학         | 부산대학교     | 1953 | 부산 금정구 |      |
| 치의학전문대학원 | 부산대학교     | 2005 | 경남 양산시 |      |
| 한의학전문대학원 | 부산대학교     | 2008 | 경남 양산시 |      |
| 의과대학         | 충남대학교     | 1968 | 대전 중구   |      |
| 약학대학         | 충남대학교     | 1979 | 대전 유성구 |      |
| 수의과대학       | 충남대학교     | 1982 | 대전 유성구 |      |
| 의과대학         | 전남대학교     | 1952 | 광주 동구   |      |
| 치과대학         | 전남대학교     | 1981 | 광주 북구   |      |
| 약학대학         | 전남대학교     | 1982 | 광주 북구   |      |
| 수의과대학       | 전남대학교     | 1952 | 광주 북구   |      |
| 치의학전문대학원 | 전남대학교     | 2005 | 광주 북구   |      |
| 의과대학         | 강원대학교     | 1997 | 강원 춘천시 |      |
| 약학대학         | 강원대학교     | 1982 | 강원 춘천시 |      |
| 수의과대학       | 강원대학교     | 1988 | 강원 춘천시 |      |
| 의과대학         | 충북대학교     | 1987 | 충북 청주시 |      |
| 약학대학         | 충북대학교     | 1956 | 충북 청주시 |      |
| 수의과대학       | 충북대학교     | 1989 | 충북 청주시 |      |
| 의과대학         | 전북대학교     | 1970 | 전북 전주시 |      |
| 치과대학         | 전북대학교     | 1978 | 전북 전주시 |      |
| 약학대학         | 전북대학교     | 2020 | 전북 전주시 |      |
| 수의과대학       | 전북대학교     | 1951 | 전북 전주시 |      |
| 의과대학         | 경상국립대학교 | 1980 | 경남 진주시 |      |
| 약학대학         | 경상국립대학교 | 2011 | 경남 진주시 |      |
| 수의과대학       | 경상국립대학교 | 1955 | 경남 진주시 |      |
| 의과대학         | 제주대학교     | 1998 | 제주 제주시 |      |
| 약학대학         | 제주대학교     | 2020 | 제주 제주시 |      |
| 수의과대학       | 제주대학교     | 1955 | 제주 제주시 |      |

#### 병원
| 병원                   | 학교           | 설립 | 위치           | 비고             |
| ---------------------- | -------------- | ---- | -------------- | ---------------- |
| 서울대학교병원         | 서울대학교     | 1946 | 서울 종로구    | 권역응급의료센터 |
| 서울대학교치과병원     | 서울대학교     | 1946 | 서울 종로구    | 2차 의료급여기관 |
| 분당서울대학교병원     | 서울대학교     | 2003 | 경기 성남시    | 권역응급의료센터 |
| 관악서울대학교치과병원 | 서울대학교     | 2015 | 서울 관악구    | 2차 의료급여기관 |
| 경북대학교병원         | 경북대학교     | 1945 | 대구 중구      | 권역외상센터     |
| 칠곡경북대학교병원     | 경북대학교     | 2011 | 대구 북구      | 3차 의료급여기관 |
| 부산대학교병원         | 부산대학교     | 1965 | 부산 서구      | 권역외상센터     |
| 양산부산대학교병원     | 부산대학교     | 2008 | 경남 양산시    | 권역응급의료센터 |
| 부산대학교치과병원     | 부산대학교     | 2009 | 경남 양산시    | 2차 의료급여기관 |
| 충남대학교병원         | 충남대학교     | 1972 | 대전 중구      | 권역응급의료센터 |
| 세종충남대학교병원     | 충남대학교     | 2020 | 세종특별자치시 | 지역응급의료센터 |
| 전남대학교병원         | 전남대학교     | 1945 | 광주 동구      | 권역외상센터     |
| 화순전남대학교병원     | 전남대학교     | 2004 | 전남 화순군    | 3차 의료급여기관 |
| 전남대학교치과병원     | 전남대학교     | 2008 | 광주 북구      | 2차 의료급여기관 |
| 강원대학교병원         | 강원대학교     | 2000 | 강원 춘천시    | 2차 의료급여기관 |
| 충북대학교병원         | 충북대학교     | 1988 | 충북 청주시    | 권역외상센터     |
| 전북대학교병원         | 전북대학교     | 1975 | 전북 전주시    | 권역응급의료센터 |
| 전북대학교치과병원     | 전북대학교     | 1997 | 전북 전주시    | 2차 의료급여기관 |
| 경상국립대학교병원     | 경상국립대학교 | 1987 | 경남 진주시    | 권역외상센터     |
| 창원경상국립대학교병원 | 경상국립대학교 | 2016 | 경남 창원시    | 2차 의료급여기관 |
| 제주대학교병원         | 제주대학교     | 2001 | 제주 제주시    | 2차 의료급여기관 |

### 법학전문대학원
다음은 거점국립대학교총장협의회 가입교 산하에 설치된 법학전문대학원을 열거한다. 현재 9개 기관이 설립되어 있다.
| 기관           | 학교       | 설립 | 위치        | 비고 |
| -------------- | ---------- | ---- | ----------- | ---- |
| 법학전문대학원 | 서울대학교 | 2009 | 서울 관악구 |      |
| 법학전문대학원 | 경북대학교 | 2009 | 대구 북구   |      |
| 법학전문대학원 | 부산대학교 | 2009 | 부산 금정구 |      |
| 법학전문대학원 | 충남대학교 | 2009 | 대전 유성구 |      |
| 법학전문대학원 | 전남대학교 | 2009 | 광주 북구   |      |
| 법학전문대학원 | 강원대학교 | 2009 | 강원 춘천시 |      |
| 법학전문대학원 | 충북대학교 | 2009 | 충북 청주시 |      |
| 법학전문대학원 | 전북대학교 | 2009 | 전북 전주시 |      |
| 법학전문대학원 | 제주대학교 | 2009 | 제주 제주시 |      |

## 사진

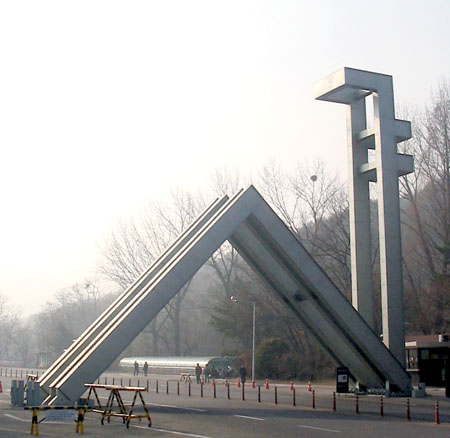
서울대학교
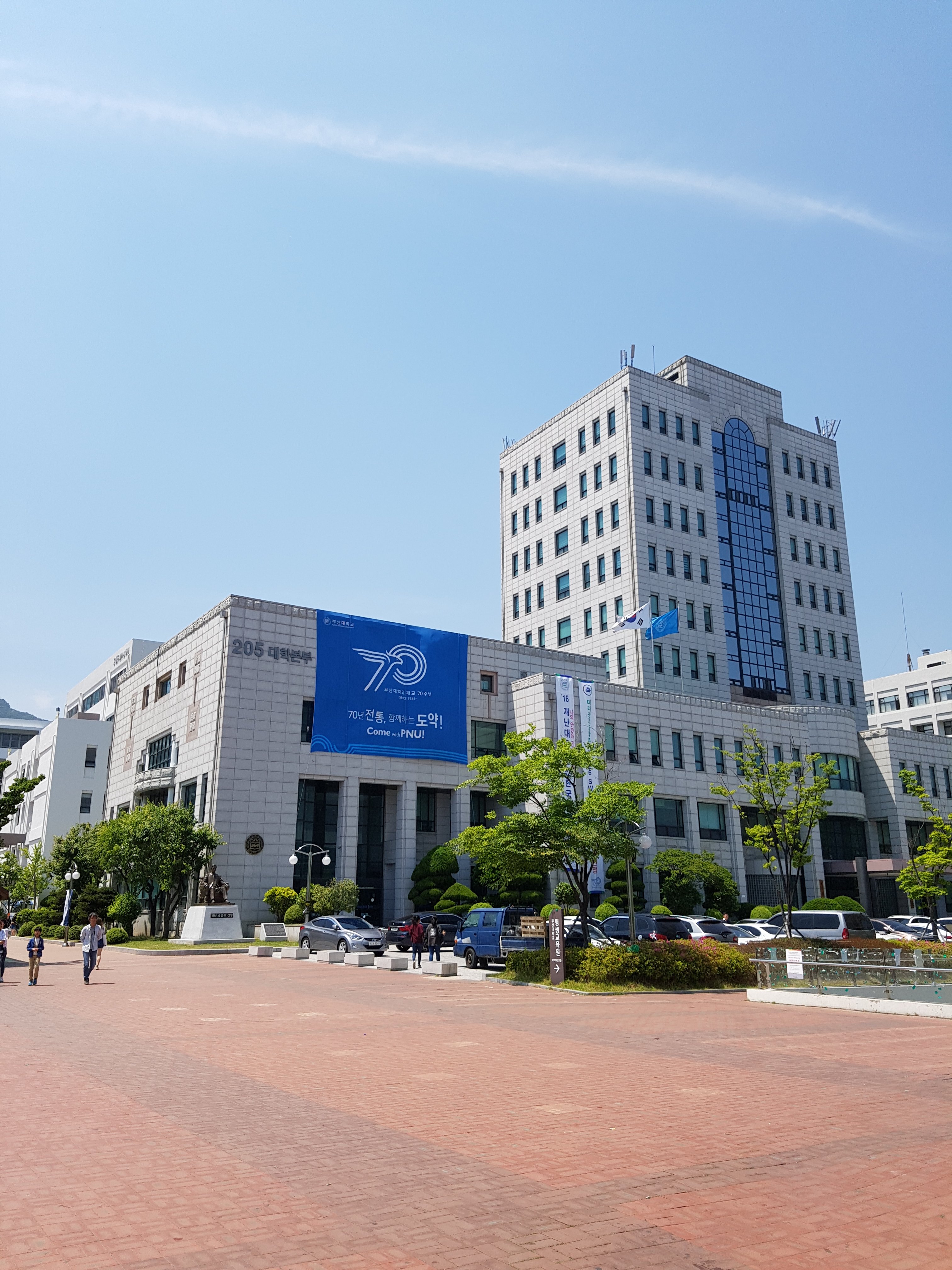
부산대학교
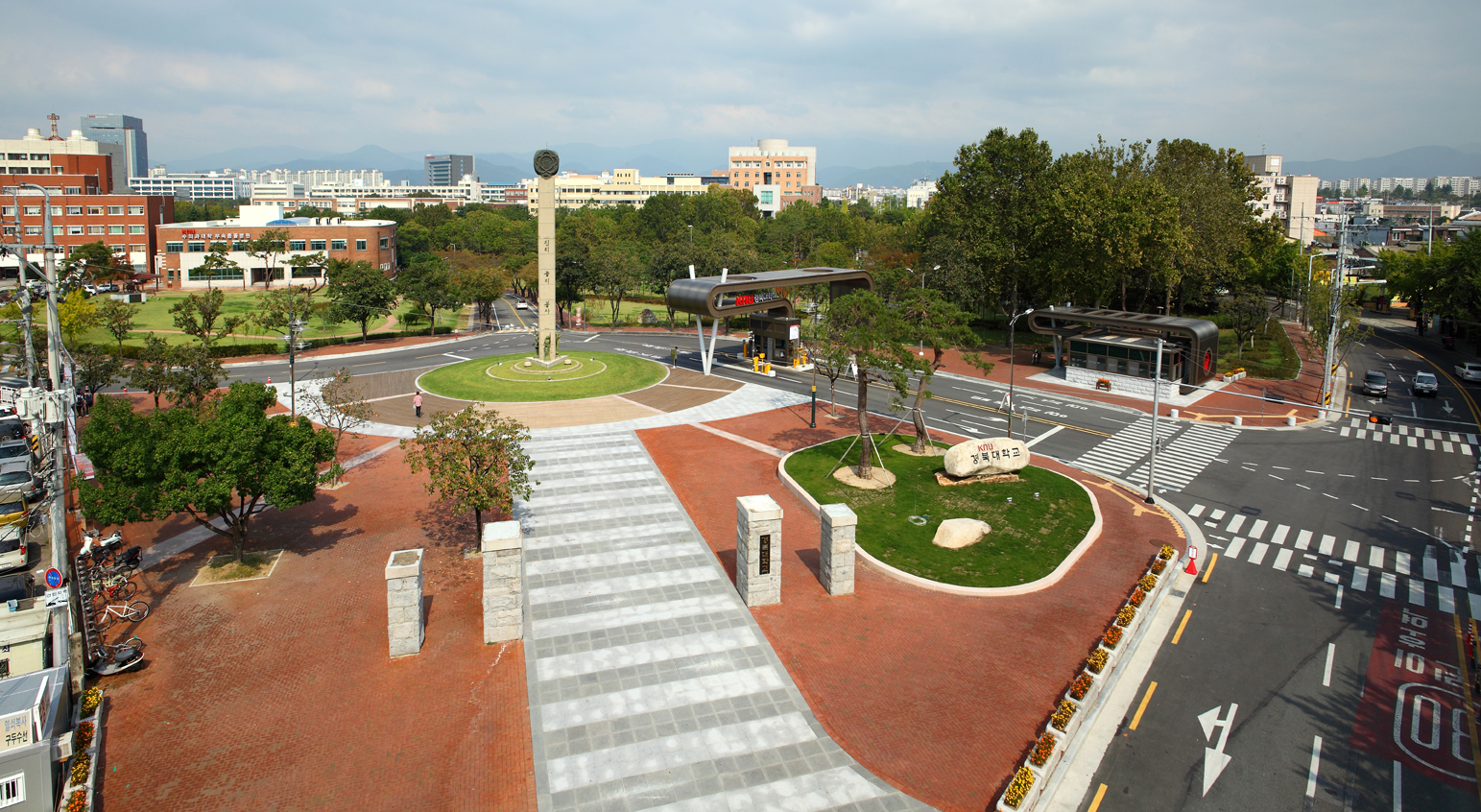
경북대학교
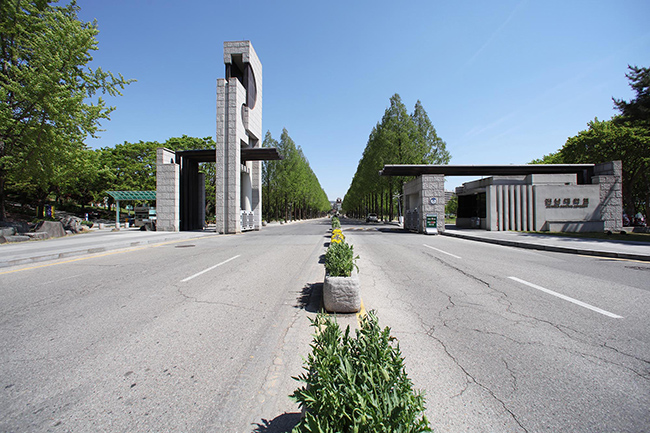
전남대학교
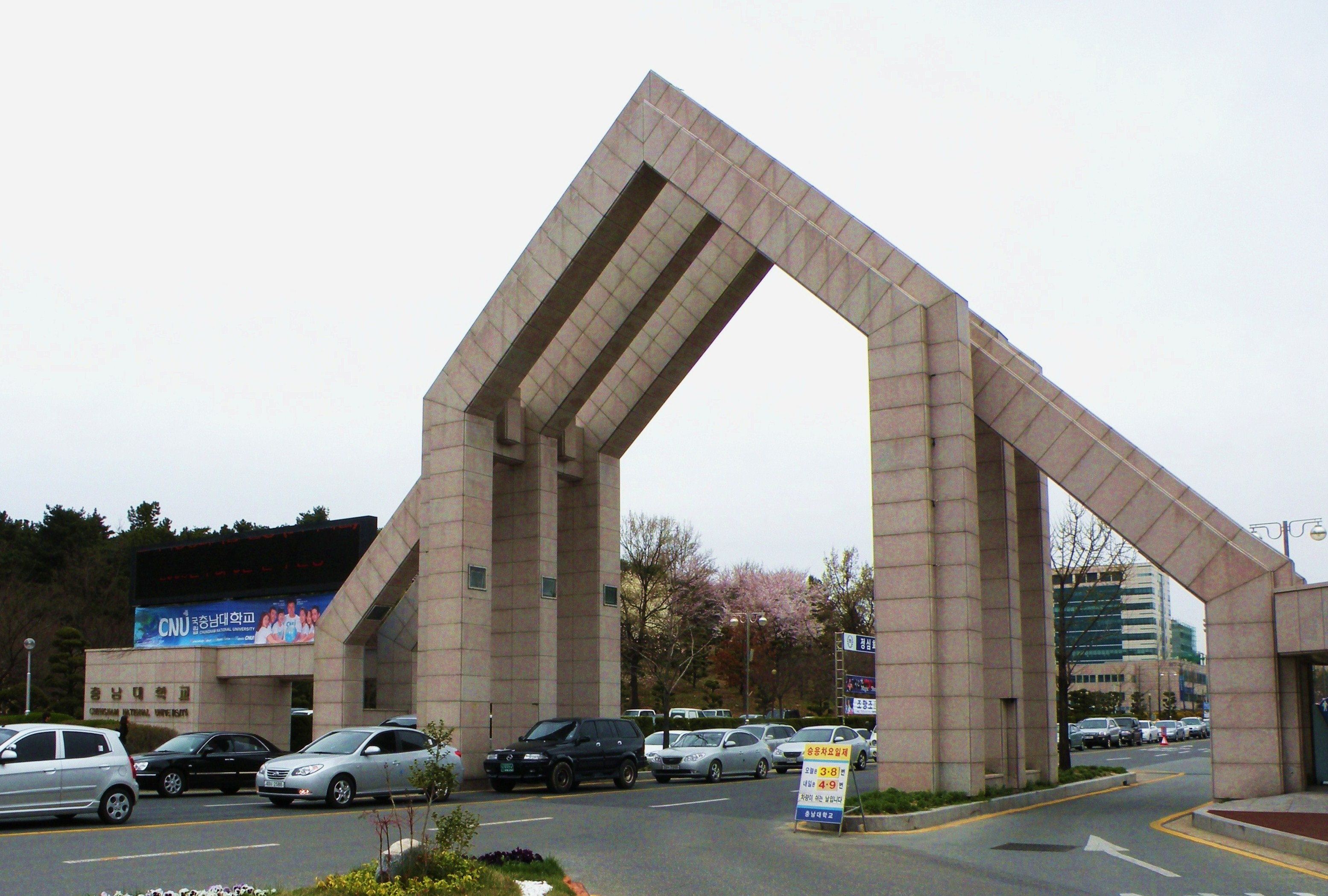
충남대학교
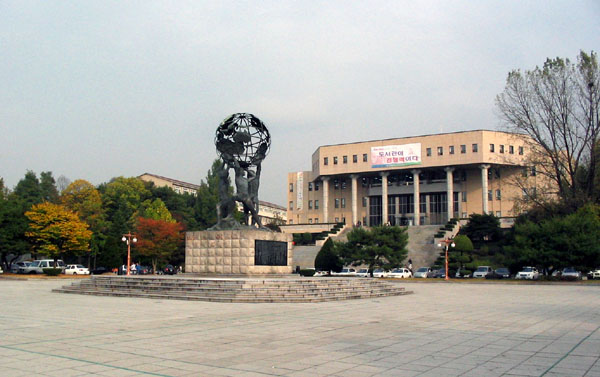
강원대학교
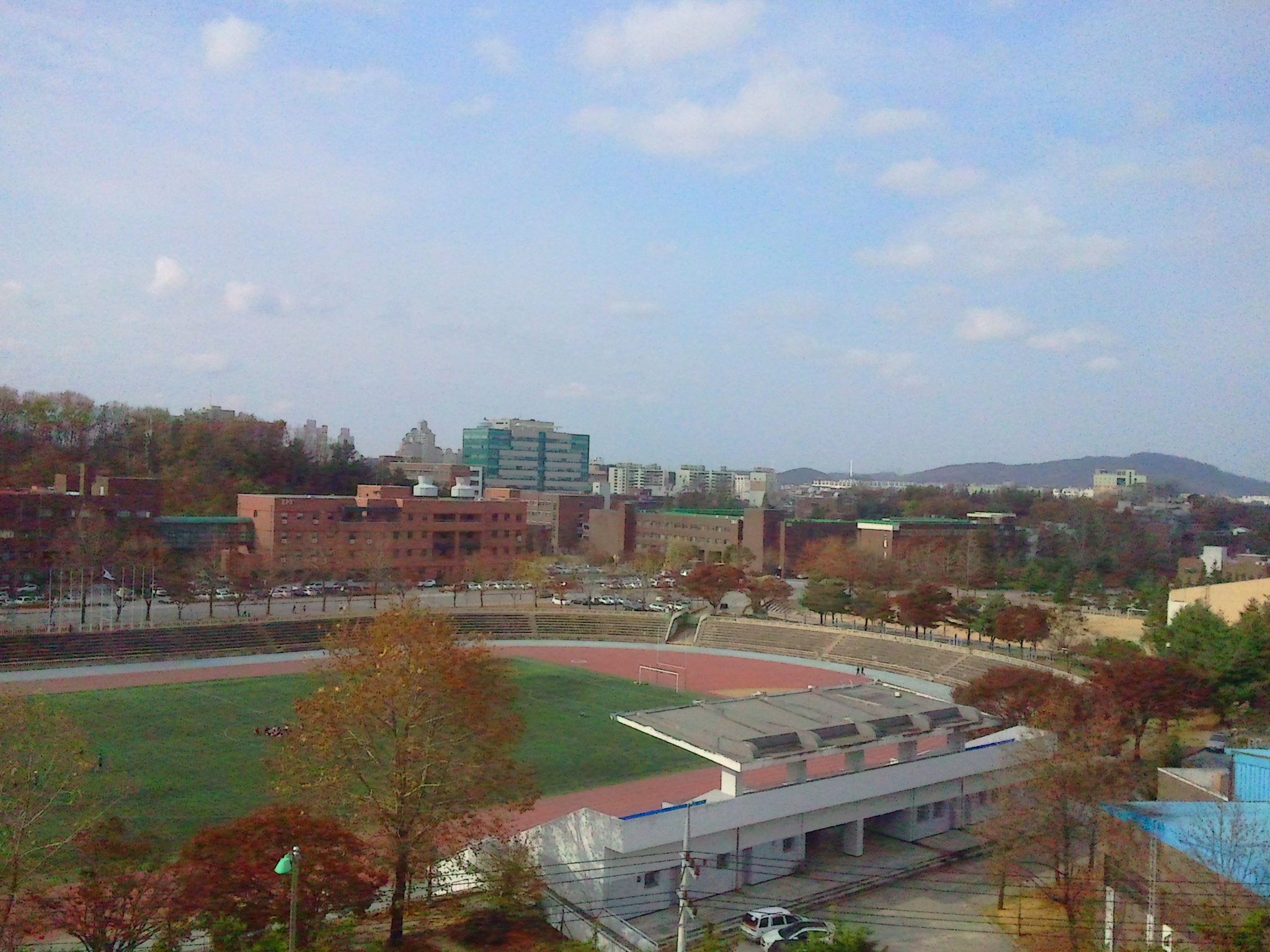
충북대학교
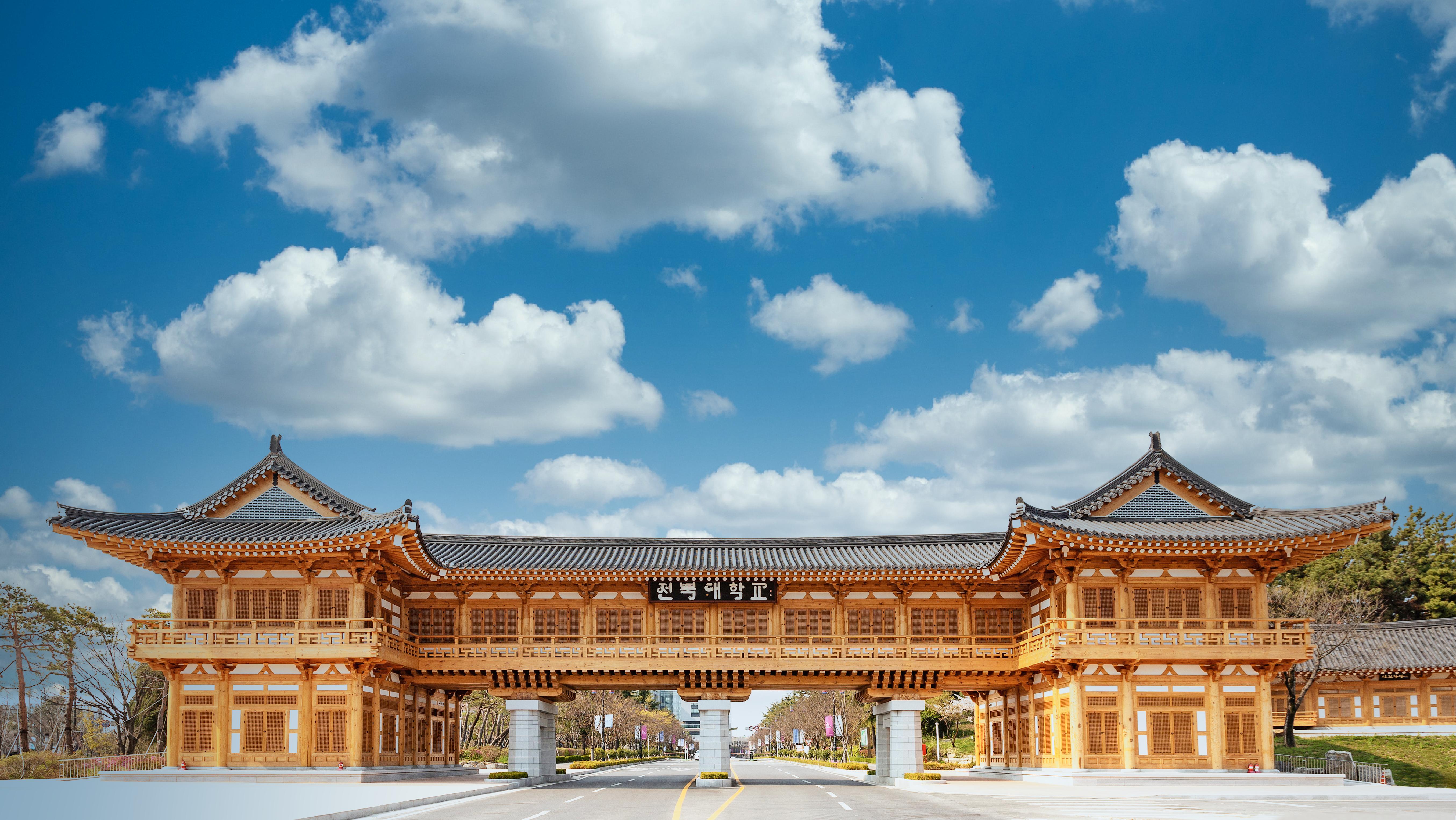
전북대학교
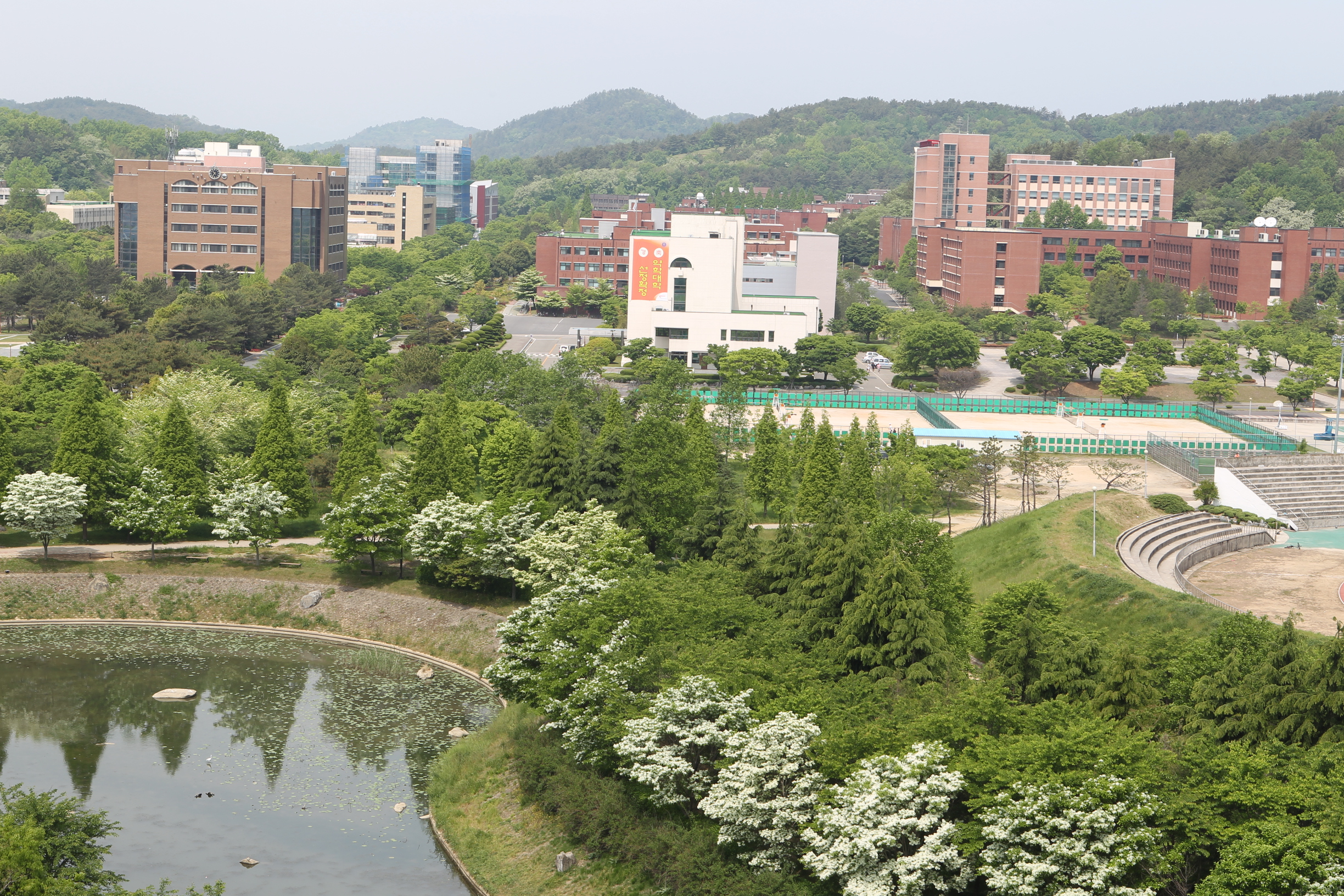
경상국립대학교
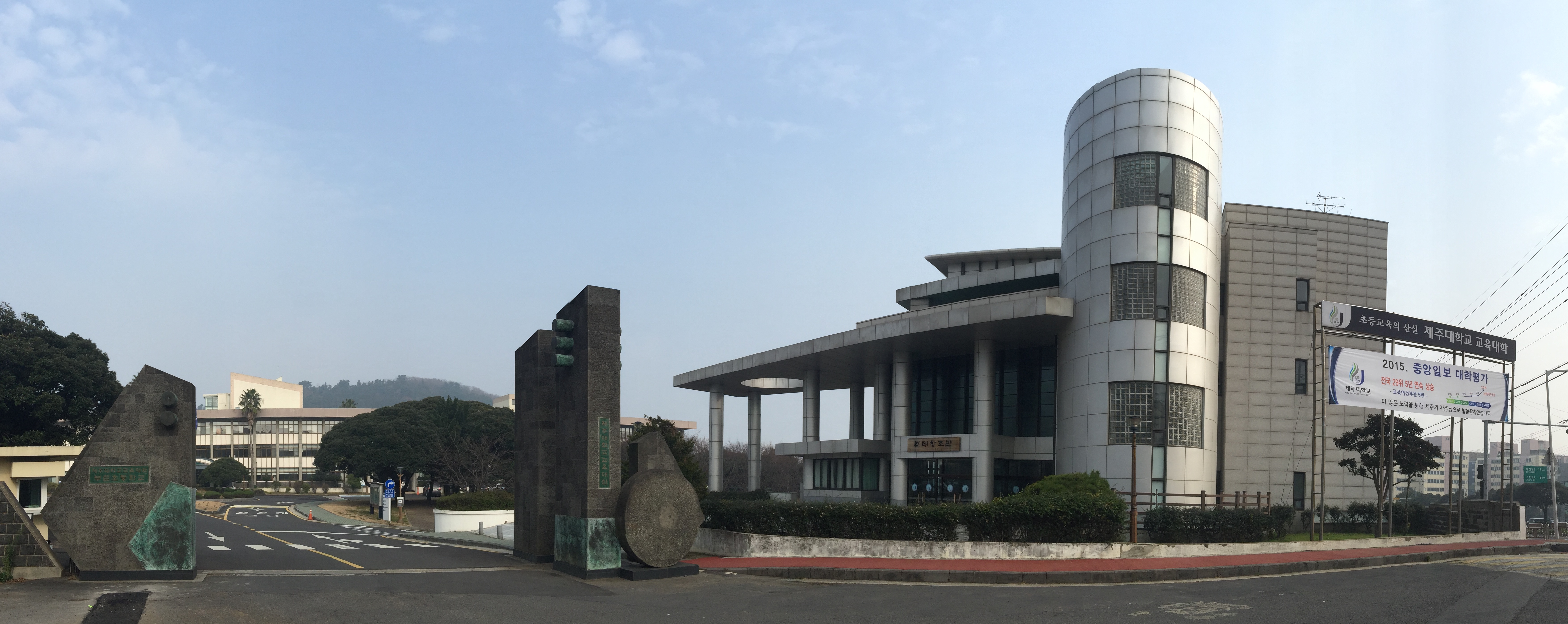
제주대학교

## 같이 보기
- 대한민국의 국립 대학 목록
- 대학발전기금협의회
- 전국국·공립대학교총장협의회
- 한국사립대학총장협의회
- 전국교원양성대학교총장협의회
- 전국대학원장협의회
- 전국대학평가협의회
- 지역중심국립대학교총장협의회
- 한국가톨릭계대학총장협의회
- 한국대학교육협의회
- 한국대학스포츠총장협의회
- 전국신학대학협의회
- 한국대학홍보협의회
- 한국지역대학연합